# 西淡路ライン
株式会社西淡路ライン（にしあわじライン）は、兵庫県の海運会社。かつて淡路島西岸と明石港を結ぶ航路を運航していた。

## 概要
明石市の明石港と津名郡北淡町（現在の淡路市）の富島港を結ぶ旅客航路を運航していた。
かつてこの航路は西淡汽船が運航していたが、1969年に阪急内海汽船に吸収合併された。その後、阪急グループの撤退により、1976年、西淡路ラインが設立され、航路・船舶を継承した。
西淡路ラインへの移行後は、競合する播淡聯絡汽船・淡路連絡汽船に先駆けて快速船・高速船を就航させるなどしていたが、明石海峡大橋開通後の旅客減により運航継続が困難となり、2001年9月18日から10月9日まで運航要員を確保できないとして全便運休となった後、2001年11月で運航休止、事業から撤退した。
その後、航路・施設・従業員を淡路ジェノバラインが継承して2002年4月から運航を再開したが、2008年5月18日に再び航路休止となった。
阪神・淡路大震災の際はメリケンパーク - 岩屋港間の臨時航路を運航した。

## 航路
- 明石港 - 富島港

距離13km、所要時間25分
一日12往復(夏期13往復)

## 船舶

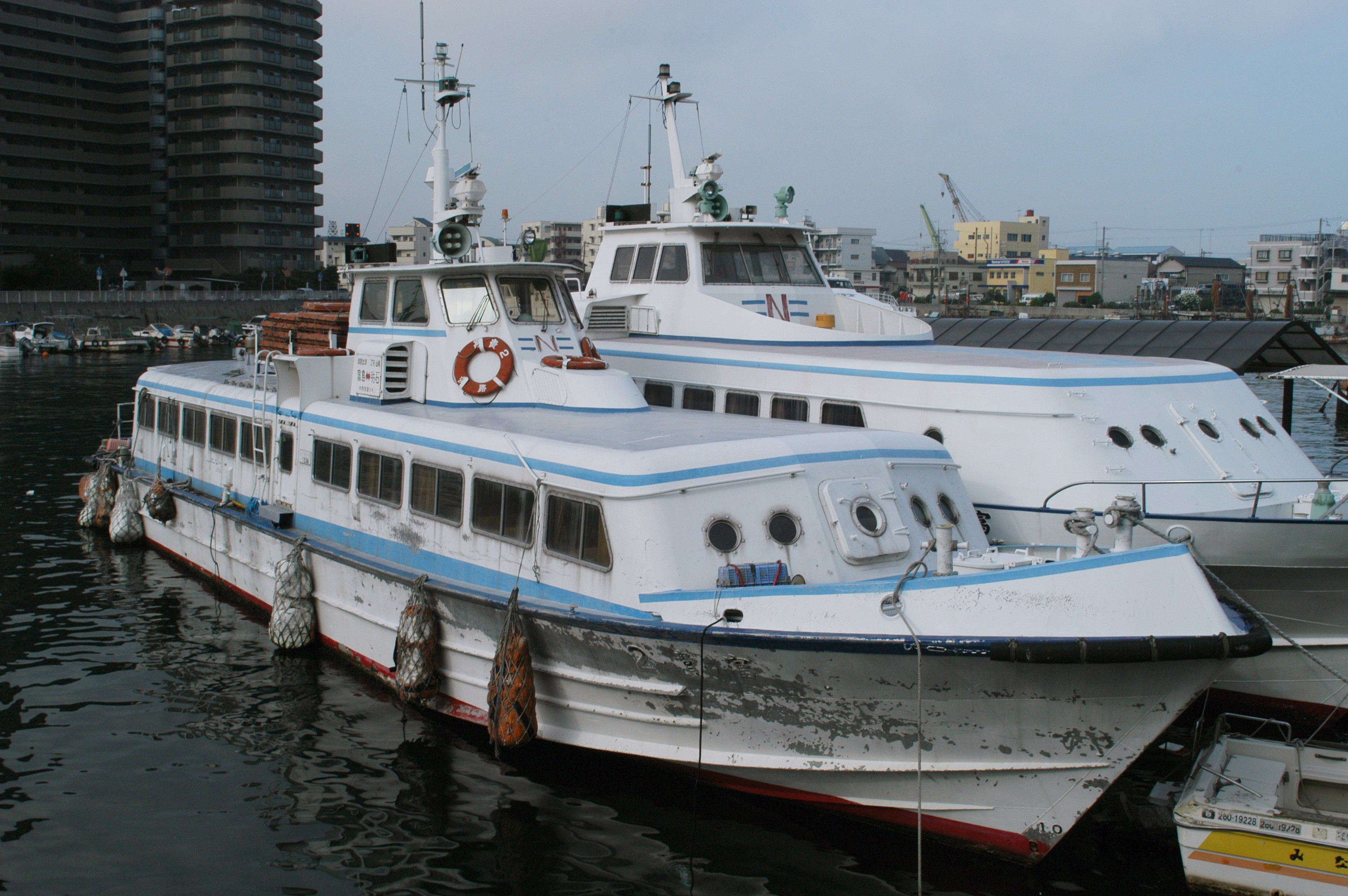
富貴2と富貴3 (明石港)

- 第一八幡丸[5]

1961年5月進水、阪急内海汽船より継承。
73.69総トン、ディーゼル1基、機関出力210ps、航海速力10ノット、旅客定員100名。
- 富貴[6]

1972年9月進水、鈴木造船建造、長野海運所有(用船)。
65.43総トン、ディーゼル1基、機関出力1,080ps、航海速力18.60ノット、旅客定員90名。
- 富貴2

鈴木造船建造、88.71総トン、旅客定員130名。
- 富貴3

1985年5月竣工、鈴木造船建造、航路廃止後はやまさ海運へ売却、「マルベージャ3」として軍艦島クルーズに就航。
94総トン、登録長26.01m、型幅6.00m、型深さ2.57m、旅客定員180名。
- 富貴5[7]

1988年6月23日竣工、同年7月1日就航、鈴木造船建造。
98総トン、全長31.3m、幅6.5m、深さ2.6m、ディーゼル2基2軸、機関出力2,000ps、航海速力22.0ノット、旅客定員210名。
航路廃止後は大阪淡路ラインで就航、後に韓国へ海外売船。
- 富貴8

1994年1月竣工、江藤造船建造、鉄道建設・運輸施設整備支援機構共有、航路廃止後は台湾へ海外売船。
115総トン、全長38.50m、型幅6.00m、型深さ2.82m、ディーゼル2基、機関出力2,000PS、航海速力21.5ノット、旅客定員232名。